# James J. Hill
James Jerome Hill (Eramosa Township, 16 settembre 1838 – Saint Paul, 29 maggio 1916) è stato un imprenditore, generale e agente segreto statunitense naturalizzato canadese, grande magnate del carbone e soprattutto dei trasporti ferroviari. La sua influenza e potenza nel settore era tale che gli valse il soprannome di Empire Builder.